# Olve Grotle

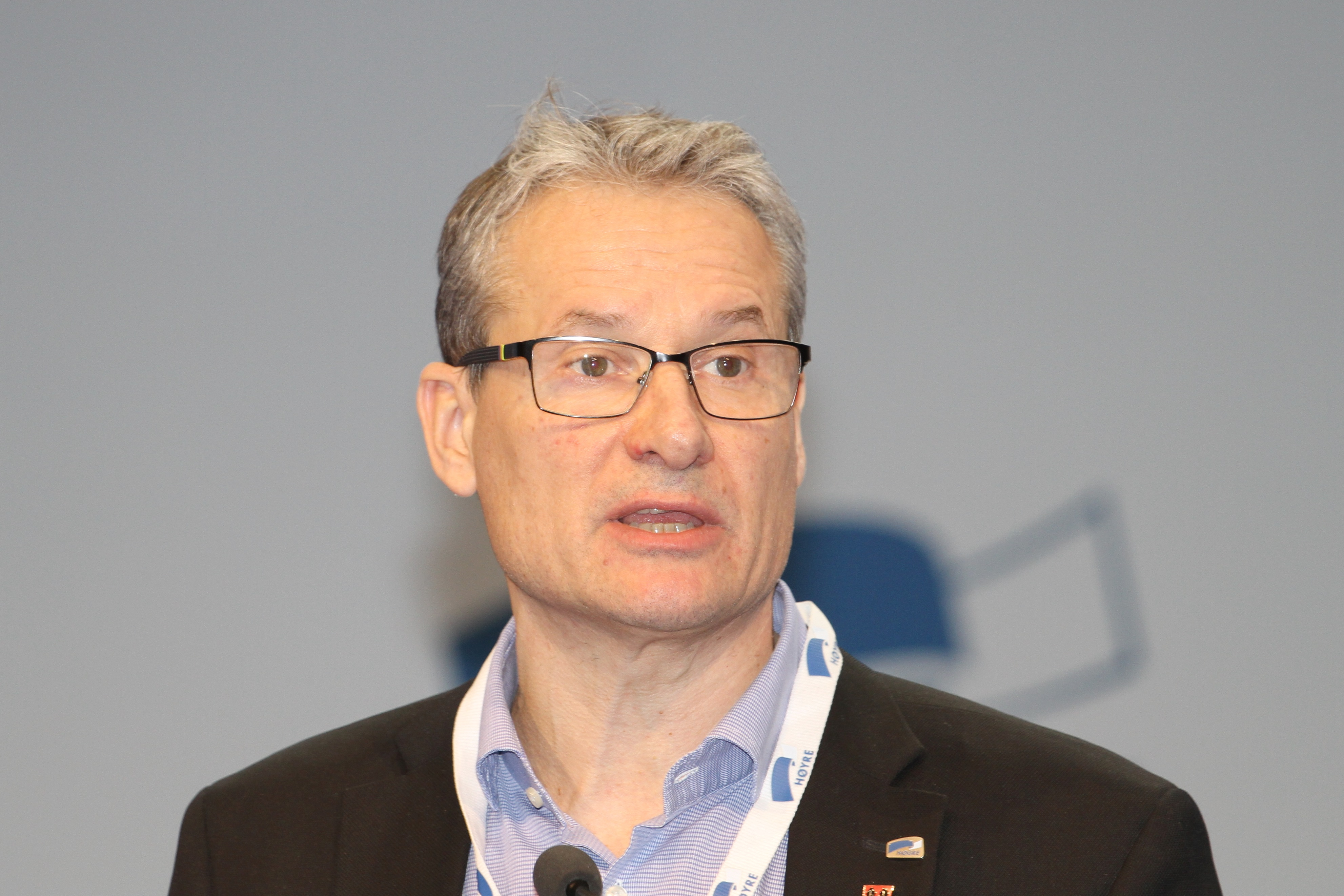
Olve Grotle, 2017

Olve Grotle (* 17. Februar 1964 in Bremanger) ist ein norwegischer Politiker der konservativen Partei Høyre. Seit 2021 ist er Abgeordneter im Storting.

## Leben
Grotle stammt aus Bremanger und studierte Rechtswissenschaften an der Universität Bergen. Zwischen 1989 und 2011 arbeitete er als Rechtsanwalt. Von 2003 bis 2019 saß er im Kommunalparlament der damaligen Kommune Førde. Dabei fungierte er ab 2011 als Bürgermeister von Førde. Nach der Gemeindeauflösung wurde Grotle nach der Kommunalwahl 2019 Mitglied im Kommunalparlament von Sunnfjord. Dort wurde er erneut zum Bürgermeister gewählt. Das Amt übte er bis 2021 aus.
Grotle zog bei der Parlamentswahl 2021 erstmals in das norwegische Nationalparlament Storting ein. Dort vertritt er den Wahlkreis Sogn og Fjordane und wurde Mitglied im Wirtschaftsausschuss.